# 奥澤凌
奥澤 凌（おくざわ りょう、1996年9月19日-）は、日本の競泳とフィンスイミング選手。

## 略歴
競泳について
- 1999年

風邪を引きやすく水嫌いだった事を心配した母親が、プールに連れて行ったことをきっかけに4歳から水泳を習い始める。
- 2009年

中学1年の時に全国ジュニアオリンピックにメドレーリレーで初出場し、3位と僅差の4位となった。
フィンスイミングについて
- 2001年

フィンスイミングに出会う。
- 2004年

クラブを移籍。フィンスイミング競技から離れる。
- 2008年

アックアセレーナにてフィンスイミングコースがあることを母親が知り、競技を再開。
- 2010年

2009年最優秀ジュニア選手賞を授与。
同年よりユース世界大会やワールドカップなど国際大会の代表に選出。

## 人物
- 茨城県筑西市出身。
- 現在は、競泳とフィンスイミングを行っているが、卓球の経験もある。
- 昔は大の水嫌いだったが、母の進めで4歳の時にコナミスポーツクラブ下館に通い始める。5歳の時に選手育成コースに入る。小学2年時に、つむぎSS(現 一般社団法人ささはら水泳塾)に移籍。中学1年の夏季全国ジュニアオリンピックにリレーで出場し4位となったもののそれ以外の目立った功績はない。
- フィンスイミングとは5歳の時に出会い、興味本位で始めた。移籍によりフィンスイミングを離れることになるが、小学6年の時にアックアセレーナにて再び出会い競技として本格的に始めた。
- 2015年4月より、某スポーツクラブに就職。現在も競泳、フィンスイミング共に競技を続けていて、スイミングクラブのコーチとして子供達の指導や成人のトレーニング指導にあたりながら練習を行う。
- 2020年4月より、大学に進学。教員資格取得を目指している。

## 主な戦績

### 2009年
5月9日第21回フィンスイミング日本選手権1日目にて、ジュニア100mビーフィン2位、ジュニア1500mビーフィン優勝。
5月10日第21回フィンスイミング日本選手権2日目にて、ジュニア400mビーフィン優勝、ジュニア50mビーフィン2位。
8月27日第32回全国JOCジュニアオリンピックカップ夏季大会に200mメドレーリレーで出場。3位と0.04差で4位。

### 2010年
2月13日第12回フィンスイミング東海大会にて400ｍ，1500ｍビーフィンで優勝。
200ｍCMASビーフィンで3位入賞。他、多種目で入賞。
5月8日第22回フィンスイミング日本選手権にて2009年最優秀ジュニア選手賞を受賞。
第11回フィンスイミングユース世界選手権大会に選出。
7月5日第11回フィンスイミングユース世界選手権大会に100m,200mビーフィンで出場。
8月11日第34回関東中学校大会に出場。

### 2011年
5月7日第22回フィンスイミング日本選手権にて1500mBFユース区分優勝。
5月8日第22回フィンスイミング日本選手権にて400mBFユース区分2位。CMASワールドカップユース代表に選出される。
8月8日第35回関東中学校大会に出場。
11月26日第20回フィンスイミング短水路日本選手権に出場し200mビーフィンリレーで日本新樹立。しかし、3位だったため記録が残らなかった。

### 2012年
3月17日第8回関東オープンにて、100mCMASBF区分新を樹立。4×50mビーフィンリレー大会新を樹立。
5月5日第24回日本選手権にて、100mCMASBF、200mCMASBF、50mCMASBFに出場し、100m、200mCMASBFにてユース日本新を樹立。
第12回フィンスイミングユース世界選手権大会に選出。
7月24日第63回関東高等学校大会に400m自由形で出場。

### 2013年
3月16日第9関東オープンフィンスイミング大会にて、25mBF3位。
5月12日第25回フィンスイミング日本選手権にて、50mBFユース区分2位。
CMASワールドカップユース代表に選出。
7月22日第64回関東高等学校大会に400mメドレーリレー、800mフリーリレー、400m自由形で出場。
11月23日第22回フィンスイミング短水路日本選手権にて、50m、100m、200mCMASBFユース区分優勝。
200mCMASBFでは、総合3位。

### 2014年
5月10日第26回フィンスイミング日本選手権にて、200mCMASBF6位入賞。
7月5日第65回茨城県選手権兼国民体育大会選考会にて、400mメドレーリレー　優勝、50m平泳ぎ　2位。
7月23日第65回関東高等学校大会に100m･200m平泳ぎ、400m･800mリレー、400mメドレーリレーの5種目に出場。

### 2015年
5月9日第27回フィンスイミング日本選手権にて、4×100ｍビーフィンリレー6位入賞。
9月27日辰巳杯2015にて、50ｍサーフィス9位入賞。

## 受賞歴
- 2009年度最優秀ジュニア選手賞を受賞

## 自己ベスト

### フィンスイミング(長水路)
| 泳法   | 距離  | 水路   | 記録       | 樹立年 | 大会名       | 会場                 | 備考 |
| ------ | ----- | ------ | ---------- | ------ | ------------ | -------------------- | ---- |
| SF     | 50m   | 長水路 | 20秒06     | 2017年 | 日本選手権   | 横浜国際プール       |      |
| SF     | 100m  | 長水路 | 44秒60     | 2017年 | 日本選手権   | 横浜国際プール       |      |
| SF     | 200m  | 長水路 | 1分41秒51  | 2017年 | 日本選手権   | 横浜国際プール       |      |
| AP     | 50m   | 長水路 | 18秒32     | 2016年 | 日本選手権   | 横浜国際プール       |      |
| BF     | 50m   | 長水路 | 21秒66     | 2014年 | 辰巳杯       | 東京辰巳国際水泳場   |      |
| BF     | 100m  | 長水路 | 50秒46     | 2019年 | 関東オープン | 千葉県国際総合水泳場 |      |
| BF     | 200m  | 長水路 | 1分48秒99  | 2018年 | 日本選手権   | 横浜国際プール       |      |
| BF     | 400m  | 長水路 | 4分03秒55  | 2011年 | 日本選手権   | 横浜国際プール       |      |
| BF     | 1500m | 長水路 | 16分29秒61 | 2011年 | 日本選手権   | 横浜国際プール       |      |
| CMASBF | 50m   | 長水路 | 22秒57     | 2012年 | 日本選手権   | 横浜国際プール       |      |
| CMASBF | 100m  | 長水路 | 48秒90     | 2014年 | 日本選手権   | 横浜国際プール       |      |
| CMASBF | 200m  | 長水路 | 1分48秒62  | 2014年 | 日本選手権   | 横浜国際プール       |      |
| CMASBF | 400m  | 長水路 | 4分04秒88  | 2018年 | 日本選手権   | 横浜国際プール       |      |

### フィンスイミング(短水路)
| 泳法   | 距離 | 水路   | 記録      | 樹立年 | 大会名           | 会場           | 備考                                 |
| ------ | ---- | ------ | --------- | ------ | ---------------- | -------------- | ------------------------------------ |
| SF     | 25m  | 短水路 | 9秒57     | 2014年 | 短水路日本選手権 | 千葉国際水泳場 |                                      |
| SF     | 50m  | 短水路 | 19秒37    | 2019年 | 短水路日本選手権 | 金沢プール     |                                      |
| SF     | 100m | 短水路 | 43秒73    | 2016年 | 短水路日本選手権 | 千葉国際水泳場 |                                      |
| SF     | 200m | 短水路 | 1分40秒26 | 2017年 | 関東オープン     | 千葉国際水泳場 |                                      |
| AP     | 25m  | 短水路 | 8秒99     | 2014年 | 短水路日本選手権 | 千葉国際水泳場 |                                      |
| AP     | 50m  | 短水路 | 17秒85    | 2019年 | 短水路日本選手権 | 金沢プール     |                                      |
| BF     | 25m  | 短水路 | 10秒13    | 2013年 | 関東オープン     | 千葉国際水泳場 |                                      |
| BF     | 50m  | 短水路 | 21秒13    | 2015年 | 短水路日本選手権 | 千葉国際水泳場 |                                      |
| BF     | 100m | 短水路 | 49秒20    | 2011年 | 短水路日本選手権 | 千葉国際水泳場 |                                      |
| BF     | 400m | 短水路 | 3分58秒62 | 2011年 | 短水路日本選手権 | 千葉国際水泳場 |                                      |
| CMASBF | 50m  | 短水路 | 21秒37    | 2012年 | 短水路日本選手権 | 千葉国際水泳場 | 元ユース記録(2012年11月～2014年11月) |
| CMASBF | 100m | 短水路 | 47秒77    | 2013年 | 短水路日本選手権 | 千葉国際水泳場 |                                      |
| CMASBF | 200m | 短水路 | 1分45秒84 | 2016年 | 短水路日本選手権 | 千葉国際水泳場 |                                      |

### 競泳
| 泳法         | 距離 | 水路   | 記録      | 樹立年 | 大会名               | 会場                   | 備考      |
| ------------ | ---- | ------ | --------- | ------ | -------------------- | ---------------------- | --------- |
| 平泳ぎ       | 50m  | 長水路 | 31秒58    | 2014年 | 東京辰巳杯           | 東京辰巳国際水泳場     |           |
| 平泳ぎ       | 100m | 長水路 | 1分09秒67 | 2014年 | 高等学校選手権       | 笠松運動公園屋内プール |           |
| 平泳ぎ       | 200m | 長水路 | 2分29秒39 | 2014年 | 高等学校選手権       | 笠松運動公園屋内プール |           |
| 平泳ぎ       | 25m  | 短水路 | 13秒76    | 2019年 | 茨城県春季マスターズ | 山新スイミングアリーナ | 20+県記録 |
| 平泳ぎ       | 50m  | 短水路 | 30秒70    | 2018年 | 茨城県秋季マスターズ | 笠松運動公園屋内プール |           |
| 平泳ぎ       | 100m | 短水路 | 1分07秒03 | 2014年 | JO夏季予選           | 笠松運動公園屋内プール |           |
| 平泳ぎ       | 200m | 短水路 | 2分24秒73 | 2014年 | 茨城県短水路選手権   | 笠松運動公園屋内プール |           |
| 個人メドレー | 100m | 短水路 | 1分00秒67 | 2019年 | 茨城県春季マスターズ | 山新スイミングアリーナ |           |
| 個人メドレー | 200m | 短水路 | 2分17秒85 | 2018年 | 茨城県秋季マスターズ | 笠松運動公園屋内プール |           |